# Rainer Werner Fassbinder

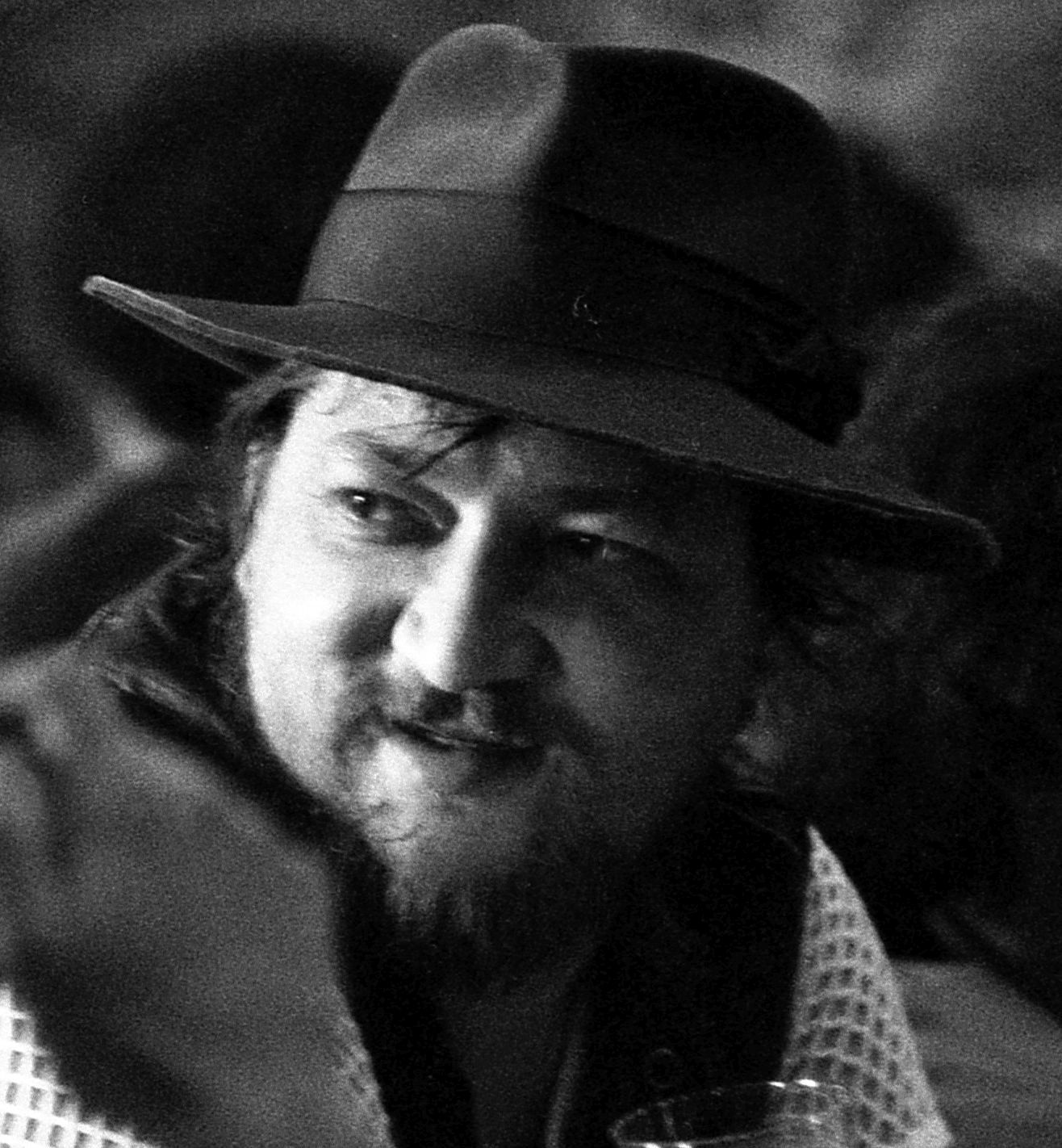
Rainer Werner Fassbinder, 1980

Rainer Werner Fassbinder (* 31. Mai 1945 in Bad Wörishofen; † 10. Juni 1982 in München) war ein deutscher Regisseur, Schauspieler, Drehbuchautor, Filmproduzent, Filmeditor, Komponist und Dramatiker.
Obwohl Fassbinder nur 37 Jahre alt wurde, drehte er – bekannt war er für seine schnelle Arbeitsweise – über 40 Spielfilme, zwei Fernsehserien und drei Kurzfilme. Zudem hat Fassbinder 24 Theaterstücke verfasst und vier Hörspiele produziert.
Rainer Werner Fassbinder gilt als einer der wichtigsten Vertreter des Neuen Deutschen Films der 1970er und frühen 1980er Jahre. Sein Hauptthema war die „Ausbeutbarkeit von Gefühlen“. Seine Filme beschäftigten sich mit der NS-Vergangenheit, dem deutschen Wirtschaftswunder oder dem Terror der RAF.

## Leben und Werk

### Kindheit und Jugend

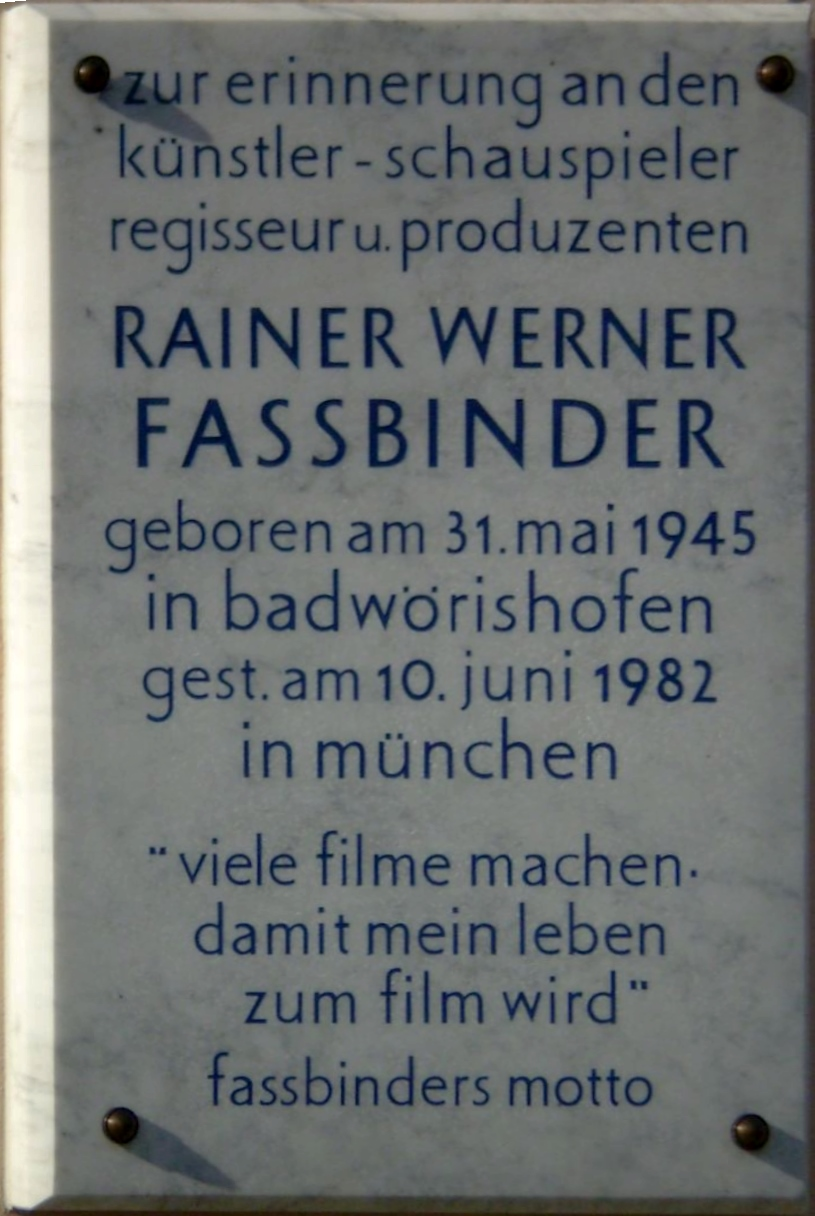
Gedenktafel am Filmhaus Huber in Bad Wörishofen

Rainer Werner Fassbinder war das einzige Kind des Arztes Hellmut Fassbinder (1918–2010) und der Übersetzerin Liselotte Fassbinder, geb. Pempeit (1922–1993), die sich 1943 in München kennengelernt und dort 1944 geheiratet hatten. Sein Geburtshaus, das denkmalgeschützte „Haus Hubertus“, steht im Garten des Hotels Sonnengarten Adolf-Scholz-Allee 5. Der Vater war zu dieser Zeit als Lazarettarzt in Bad Wörishofen stationiert. Kurz nach der Geburt zog die Familie zurück nach München in die Sendlinger Straße, wo der Vater eine Praxis eröffnete. Aufgrund der Nachkriegsnot verbrachte Rainer Werner Fassbinder den Winter 1945/46 bei der Familie des Zwillingsbruders seines Vaters in Kippenheim bei Lahr im Schwarzwald. Nach der Scheidung seiner Eltern 1951 wuchs er bei seiner Mutter auf, ging in München von 1951–53 in die Rudolf-Steiner-Schule und von 1955–56 auf das Theresiengymnasium, musste jedoch wegen Krankheiten und Sanatoriumsaufenthalten der Mutter auch auf mehrere Internate. Im Alter von 16 Jahren brach Fassbinder die Schule (das Gymnasium bei St. Anna in Augsburg) ab und zog nach Köln zu seinem Vater. In dieser Zeit verfasste Fassbinder erste Theaterstücke, Gedichte, Kurzgeschichten und Drehbücher. Er galt als belesen und eignete sich durch das Studium philosophischer, gesellschaftskritischer und psychoanalytischer Schriften eine Bildung auf hohem Niveau an. Bereits im Jugendalter interessierte sich Fassbinder für das Filmemachen. Nach einer zweijährigen privaten Schauspielausbildung meldete er sich in München zur staatlichen Schauspielprüfung an, bestand jedoch die Prüfung nicht. Auch bei der Aufnahmeprüfung an der damals neu gegründeten Deutschen Film- und Fernsehakademie Berlin scheiterte er.

### Karrierebeginn: Vom Theater zum Film
Dem Film näherte er sich als Autodidakt und scherte sich zunächst wenig um Konventionen. 1966 und Anfang 1967 produzierte Fassbinders Partner Christoph Roser dessen erste Kurzfilme Der Stadtstreicher und Das kleine Chaos. 1967 stieß Fassbinder auf das Action-Theater und wurde von der jungen Gruppe um Ursula Strätz, Peer Raben, Kurt Raab u. a. als Ensemblemitglied aufgenommen. Fassbinder, der bald auch die Regie übernahm, brachte Hanna Schygulla mit, die er auf der Schauspielschule kennengelernt hatte, sowie Irm Hermann (die sich auch als Agentin für Fassbinder einsetzte), mit der er und Roser zusammenlebten. Etwas später stießen Harry Baer, Ingrid Caven und Günther Kaufmann sowie 1970 Margit Carstensen hinzu, die er als Star neben Hanna Schygulla in die Gruppe integrierte. Er schrieb für sie unter anderem die Theaterstücke Bremer Freiheit und Die bitteren Tränen der Petra von Kant. Im Mai 1968 löste sich das Action-Theater auf, und Fassbinder gründete mit Peer Raben, Hanna Schygulla und Kurt Raab das antiteater. Das Ensemble hatte Aufführungen im Büchner-Theater in der Kunstakademie und schließlich im Hinterraum der Schwabinger Kneipe Witwe Bolte. 1969 inszenierte Fassbinder mit dem antiteater das Stück Gewidmet Rosa von Praunheim für den damals jungen Regisseur Rosa von Praunheim. Zwei Jahre später benannte er eine Rolle für seinen Film Der amerikanische Soldat nach von Praunheim. Von Praunheim ging allerdings nicht auf Fassbinders Versuche ein, ihn für sein Umfeld zu gewinnen, und verfolgte stattdessen erfolgreich seine eigene Karriere.
Beeinflusst von Jean-Luc Godard und der Nouvelle Vague sowie den US-amerikanischen Kriminalfilmen von John Huston, Raoul Walsh und Howard Hawks, vor allem aber von den Melodramen von Douglas Sirk, begann Fassbinder mit den Schauspielern des antiteaters die ersten Spielfilmprojekte zu realisieren. 1969 entstanden der Krimi Liebe ist kälter als der Tod und Katzelmacher. In beiden Filmen verband Fassbinder die Theaterarbeit mit der des Filmemachens. 1969 spielte er fürs Fernsehen die Hauptrolle in Volker Schlöndorffs Theaterverfilmung Baal. Zwischen 1969 und 1971 entstanden nicht nur zahlreiche Theaterstücke, sondern auch in sehr kurzer Zeit von Fassbinder produzierte „alternative“ Filme unter dem Unternehmensnamen (Firma) antiteater-X-Film (z. B. Götter der Pest, Rio das Mortes, Whity, Der amerikanische Soldat, Warnung vor einer heiligen Nutte). Als das antiteater Mitte 1971 aufgrund einer desaströsen Finanzsituation auseinanderbrach (es war keine im Handelsregister eingetragene Firma), übernahm Fassbinder die alleinige Verantwortung und in den kommenden Jahren die Abzahlung der Schulden, die sich auf ca. 200.000 DM beliefen. Seine Mutter Liselotte Eder übernahm die Aufarbeitung der Steuer- und Sachleistungsschulden und die Filmgeschäftsführung der von Fassbinder neu gegründeten Produktionsfirma Tango-Film, mit der er im August 1971 als erstes Werk den Film Händler der vier Jahreszeiten produzierte.

### Fernsehen
Fassbinders wachsender künstlerischer Erfolg ließ auch die Verantwortlichen des Fernsehens auf ihn aufmerksam werden, und so begann ab 1971 eine sehr produktive Zusammenarbeit mit dem Westdeutschen Rundfunk (WDR). Peter Märthesheimer, der für ihn später, gemeinsam mit Pea Fröhlich, die Drehbücher seiner BRD-Trilogie schrieb, war sein wichtigster Unterstützer und zeichnete als verantwortlicher Redakteur des WDR bei den Fernsehfilmen Niklashauser Fart (1971), der Arbeiterserie Acht Stunden sind kein Tag (1972) sowie bei Martha (1974), Welt am Draht (1973), Angst vor der Angst, Ich will doch nur, daß ihr mich liebt (1975) und Wie ein Vogel auf dem Draht (1976).
Das ZDF erteilte 1970 den Auftrag für Pioniere in Ingolstadt (ausgestrahlt im Mai 1971) und sendete im März 1972 den Händler der vier Jahreszeiten.  Wildwechsel entstand 1972 im Auftrag des SFB, Bremer Freiheit 1972 und Nora Helmer 1973 im Auftrag des Saarländischen Rundfunks.

### Kontroversen
In den Jahren 1971 bis 1974 erreichte Fassbinder mit den von Tango-Film produzierten Spielfilmen Die bitteren Tränen der Petra von Kant (1972), Angst essen Seele auf (1973), Faustrecht der Freiheit (1974) und zusätzlich mit Theaterregie-Einsätzen in Bremen, Bochum und Frankfurt am Main ein Maximum an öffentlicher Aufmerksamkeit. Fassbinder war in der Spielzeit 1974/75 Mit-Intendant am Theater am Turm in Frankfurt und schrieb für das Ensemble das auf einer Romanvorlage von Gerhard Zwerenz basierende Stück Der Müll, die Stadt und der Tod (1974), das aufgrund der Verwendung antisemitischer Klischees eine heftige Kontroverse auslöste. Kritik kam z. B. von Joachim Fest, Ignatz Bubis, Salomon Korn und Friedrich Uttitz. Eine der Figuren ist ein jüdischer Immobilienspekulant, dem Ähnlichkeiten mit Ignatz Bubis nachgesagt wurden. Im Jahr 1975 verfilmte der Schweizer Regisseur Daniel Schmid das noch nicht aufgeführte Stück unter dem Titel Schatten der Engel (mit Fassbinder selbst in einer Hauptrolle und als Co-Drehbuchautor sowie Ingrid Caven, Klaus Löwitsch, Annemarie Düringer, Boy Gobert und Irm Hermann). Eine erste Inszenierung am Schauspiel Frankfurt wurde 1985 von Demonstranten verhindert, die in dem Stück das antisemitische Klischee vom „reichen Juden“ propagiert sahen und ihren Protest zum Ausdruck brachten, indem sie die Bühne besetzten. Weitere Pläne, das Stück in Deutschland zu zeigen, wurden nach Protesten zurückgezogen. Dagegen wurde das Stück 1999 in Israel inszeniert und ohne Proteste aufgeführt.

### Karrierehöhepunkte
Fassbinder entwickelte seine Filmsprache konsequent weiter und die Filme wurden größer und professioneller. 1977 realisierte er für sechs Millionen DM den Film Despair – Eine Reise ins Licht mit der Bavaria Film in München, seine bis dahin teuerste Produktion, gedreht in englischer Sprache nach einem Drehbuch des britischen Dramatikers Tom Stoppard, basierend auf einem Roman von Vladimir Nabokov. Obwohl hochkarätig besetzt (der englische Weltstar Dirk Bogarde spielte die Hauptrolle) und als Wettbewerbsfilm 1978 in Cannes eingeladen, hatte der Film an den Kinokassen keinen Erfolg. Als Teilnehmer der Berlinale und vielen Festivals im Ausland (1974 widmete ihm die Cinémathèque française eine Gesamtretrospektive und das New York Film Festival zeigte seit 1971 jährlich seine aktuellen Filme) wurde Fassbinder zwar von der internationalen Kritik in höchsten Tönen gelobt, in Deutschland aber wegen seiner direkten Themen häufig angegriffen. Erst mit seinem vorletzten Film, Die Sehnsucht der Veronika Voss (in der Hauptrolle Rosel Zech, die seit den frühen 1970er Jahren ein großer Theaterstar war), gewann er den Goldenen Bären der Berlinale.
Fassbinder schuf weitere wichtige Frauenfiguren der Nachkriegsfilmgeschichte, so mit Fontane Effi Briest (1974), Die Ehe der Maria Braun (1979) und Lili Marleen (1981), dargestellt von Hanna Schygulla, oder mit dem Film Lola (1981), in dem Barbara Sukowa die Hauptrolle spielte. Diese Frauenfiguren gingen in die Filmgeschichte ein und ihre Darstellerinnen erlangten eine Bekanntheit, die ihnen eine von Fassbinder unabhängige Karriere ermöglichte.
Fernsehgeschichte schrieb er 1980 mit dem Mehrteiler Berlin Alexanderplatz nach dem Roman von Alfred Döblin (mit Günter Lamprecht, Gottfried John, Hanna Schygulla und Barbara Sukowa), der später im Kino, meist bei Festivals und Retrospektiven, als 15½-Stunden-Marathon gezeigt wurde. Fassbinder war auch berühmt wegen seines atemberaubenden Arbeitstempos (im Jahr 1970 entstanden sieben Filme). So habe er sein Lebensziel darauf eingerichtet, am Ende mit der Zahl seiner Filme die Zahl seiner Lebensjahre zu erreichen.

### Früher Tod

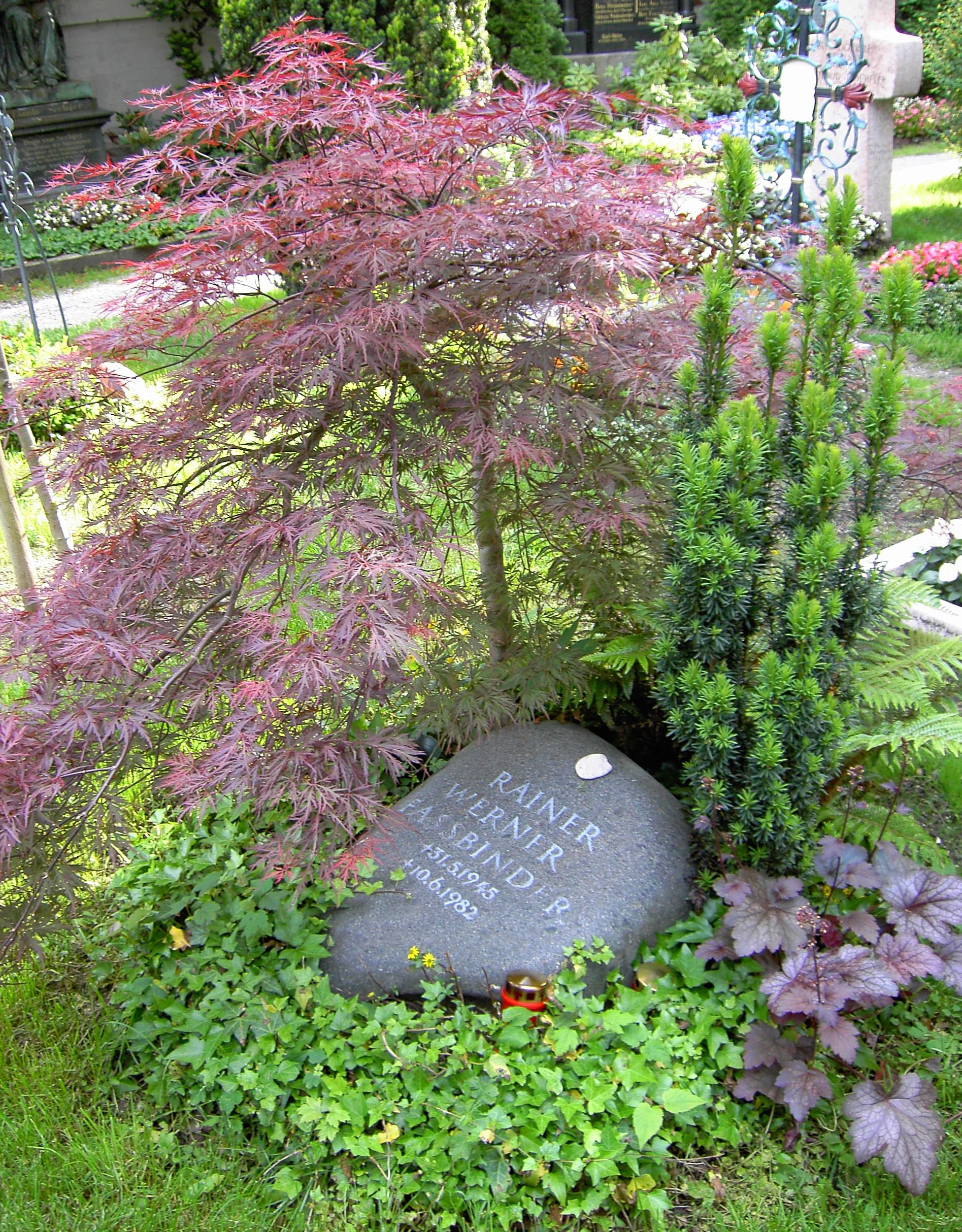
Fassbinders Grabstätte auf dem Bogenhausener Friedhof

1982 war Fassbinder Hauptdarsteller in dem Film Kamikaze 1989 des Regisseurs Wolf Gremm. Er starb am 10. Juni 1982 in München – seinem Wohnort – arbeitend an der Endfertigung seines letzten Projekts Querelle (nach einem Roman von Jean Genet) im Alter von 37 Jahren. Als Todesursache wurde Herzstillstand festgestellt, möglicherweise ausgelöst durch eine Vergiftung mit einer Mischung aus Kokain, Schlaftabletten und Alkohol.
Rainer Werner Fassbinder wurde in einem Urnengrab auf dem Bogenhausener Friedhof (Grab Nr. 1-4-2) in München beigesetzt.
Nach Fassbinders Tod begann seine Mutter Liselotte Eder, die ihn mit seinem Vater Helmuth Fassbinder beerbte, zusammen mit seiner letzten Partnerin bzw. Mitbewohnerin Juliane Lorenz sein Werk zu ordnen und zu erschließen. 1986 gründete sie die Rainer Werner Fassbinder Foundation, Gemeinnützige Nachlaßstiftung GmbH (RWFF), in die sie ihren Erbteil einbrachte. 1988 wurde der Vater ausbezahlt und sein Erbteil ebenfalls in die RWFF eingebracht. 1991 übertrug Eder die gesamten Anteile an der RWFF an Juliane Lorenz, die diese seit 1992 leitet. Die Stiftung besitzt heute alle Rechte an Fassbinders Nachlass, einschließlich aller nachträglich erworbenen Rechte.

### Der „Clan“: Hanna Schygulla und andere künstlerische Weggefährten

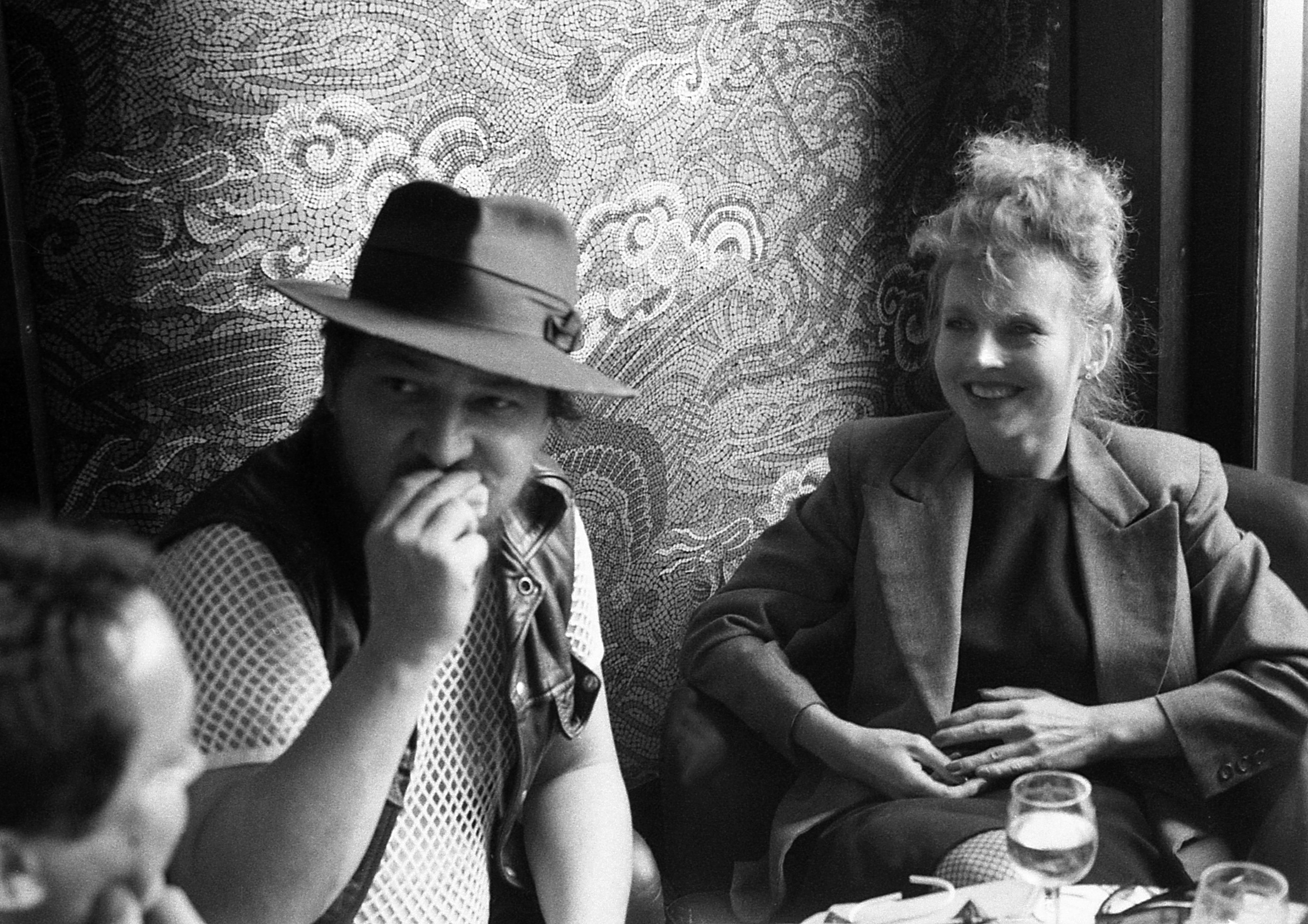
Rainer Werner Fassbinder mit Hanna Schygulla bei den Filmfestspielen von Venedig, 1980

Fassbinder lebte in einer häufig als „Clan“ bezeichneten Gruppe, die ihm als Familienersatz diente. Als „Eckpfeiler und in gewisser Weise auch als Motor vielleicht“ war (nach eigenem Bekunden) Hanna Schygulla von Anfang an Antrieb und Inspiration seines filmischen Schaffens. Er hatte sie vom Zeitpunkt ihrer ersten Begegnung (1963) an als Star seiner künftigen Filme gesehen. Ihre absolute Leinwandpräsenz und ihr ursprünglich völliges „Anti-Star“-Bewusstsein bescherten beiden erste gemeinsame filmische Erfolge. Fassbinder löste sich auch zunehmend von den Abhängigkeiten innerhalb seines „Clans“ und integrierte auch sogenannte „Altstars“ in seine Bühnen- und Filmarbeiten, allen voran Karlheinz Böhm, mit dem er unter anderem Martha (1974) drehte, sowie Brigitte Mira, El Hedi ben Salem und Barbara Valentin, mit denen er Angst essen Seele auf (1974) produzierte. Fassbinder traf bei seinem siebten Spielfilm Whity 1970 auf den Kameramann Michael Ballhaus, mit dem er in neun gemeinsamen Jahren 15 Filme machte. Von den ehemaligen Gruppenmitgliedern begleiteten ihn noch einige bis Mitte der 1970er Jahre, doch es kam auch zu Trennungen; zum Beispiel 1976 von Kurt Raab, von Hanna Schygulla (für drei Jahre), Irm Hermann und Ingrid Caven. Mit Peer Raben verband ihn seit seiner frühen Theaterarbeit eine fruchtbare Zusammenarbeit; ebenso mit Harry Baer, der später weitere Aufgaben als Produktionsleiter, Regieassistent und künstlerischer Mitarbeiter in der Filmproduktion übernahm. 1974 trat Fassbinder dem 1971 gegründeten Filmverlag der Autoren bei und wurde eines seiner tragenden Mitglieder. Zudem wurde er 1974 ins PEN-Zentrum Deutschland aufgenommen.
Ebenfalls 1974 lernte Fassbinder im Hotel Deutsche Eiche seinen Lebenspartner Armin Meier kennen, der sich selbst in einer Episode von Deutschland im Herbst spielte. Anfang 1978 trennte sich Fassbinder von ihm, und kurz darauf wurde Meier tot in der gemeinsamen Wohnung aufgefunden. Vermutlich starb er an einer Überdosis Schlaftabletten. Um den Tod seines Freundes zu verkraften, drehte Fassbinder den sehr persönlichen Film In einem Jahr mit 13 Monden, in dem Volker Spengler die Hauptrolle übernahm. Auch besetzte Fassbinder in einigen seiner Filme häufig Wolfgang Hess als Synchronsprecher für seine Schauspieler.
Mitglieder des Fassbinder-„Clans“, die er in den meisten seiner Filme besetzte bzw. beteiligt waren, waren unter anderem:
- Hanna Schygulla (* 1943)
- Irm Hermann (1942–2020)
- Ingrid Caven (* 1938)
- Elisabeth Volkmann (1936–2006)
- Karlheinz Böhm (1928–2014)
- El Hedi Ben Salem (1935–1977)
- Barbara Valentin (1940–2002)
- Günther Kaufmann (1947–2012)
- Peter Chatel (1943–1986)
- Barbara Baum (1944–2023)
- Günter Lamprecht (1930–2022)
- Brigitte Mira (1910–2005)
- Margit Carstensen (1940–2023)
- Armin Meier (1943–1978)
- Kurt Raab (1941–1988)
- Gottfried John (1942–2014)
- Harry Baer (* 1947)
- Wolfgang Schenck (1934–2024)
- Ulli Lommel (1944–2017)
- Michael Ballhaus (1935–2017)
- Helga Ballhaus (1935–2006)
- Katrin Schaake (* 1931)
- Rudolf Waldemar Brem (1948–2016)
- Walter Sedlmayr (1926–1990)
- Roger Fritz (1936–2021)
- Wolfgang Hess (1937–2016)

Der bisexuelle Fassbinder integrierte in seinen „Clan“ auch seine Partner. Von 1970 bis 1972 war er mit der Schauspielerin Ingrid Caven verheiratet, für die er auch einige Chanson-Texte schrieb (z. B. Alles aus Leder, Freitag im Hotel, Nietzsche, Die Straßen stinken) und der er eine spätere Karriere als Sängerin ermöglichte (erstes öffentliches Konzert 1976 im Münchner Rationaltheater).
Zwischen 1971 und 1974 lebte er mit dem Tunesier El Hedi ben Salem zusammen, der Fassbinder von Paris nach Westdeutschland gefolgt war und durch ihn zum bekannten Schauspieler seiner Filme wurde. Es folgte 1974 bis 1978 eine Beziehung mit Armin Meier, der auch in einigen Filmen auftrat.
Bis zu seinem Tod im Juni 1982 lebte Fassbinder mit seiner Filmeditorin Juliane Lorenz, mit der er seit 1976 zusammenarbeitete, in einer gemeinsamen Wohnung in der Clemensstraße 76 in München.

## Fassbinder heute

### Streitigkeiten
2007 stellte eine Gruppe ehemaliger Fassbinder-Mitarbeiter seiner frühen „Clan“-Periode drei Monate nach der deutschen Uraufführung des restaurierten Films Berlin Alexanderplatz die Arbeit von Juliane Lorenz und der RWFF in Frage. Der Hauptvorwurf war, Lorenz habe den düsteren Film bei der digitalen Abtastung aufgehellt, um ihn besser verkäuflich zu machen. Nach anhaltender, intensiver Diskussion in der deutschen Presse und einer Stellungnahme des künstlerischen Leiters der Restaurierung, Xaver Schwarzenberger (ursprünglicher Kameramann), sowie des Kameramanns Michael Ballhaus konnten die Vorwürfe entkräftet werden. Hinzu kamen sorgfältige Recherchen des Autors Tilman Jens für einen Filmbeitrag in der Fernsehsendung Kulturzeit, die nahelegten, dass die Behauptungen gegen Lorenz und die RWFF nicht zutreffend waren.

### Reminiszenzen und Würdigungen

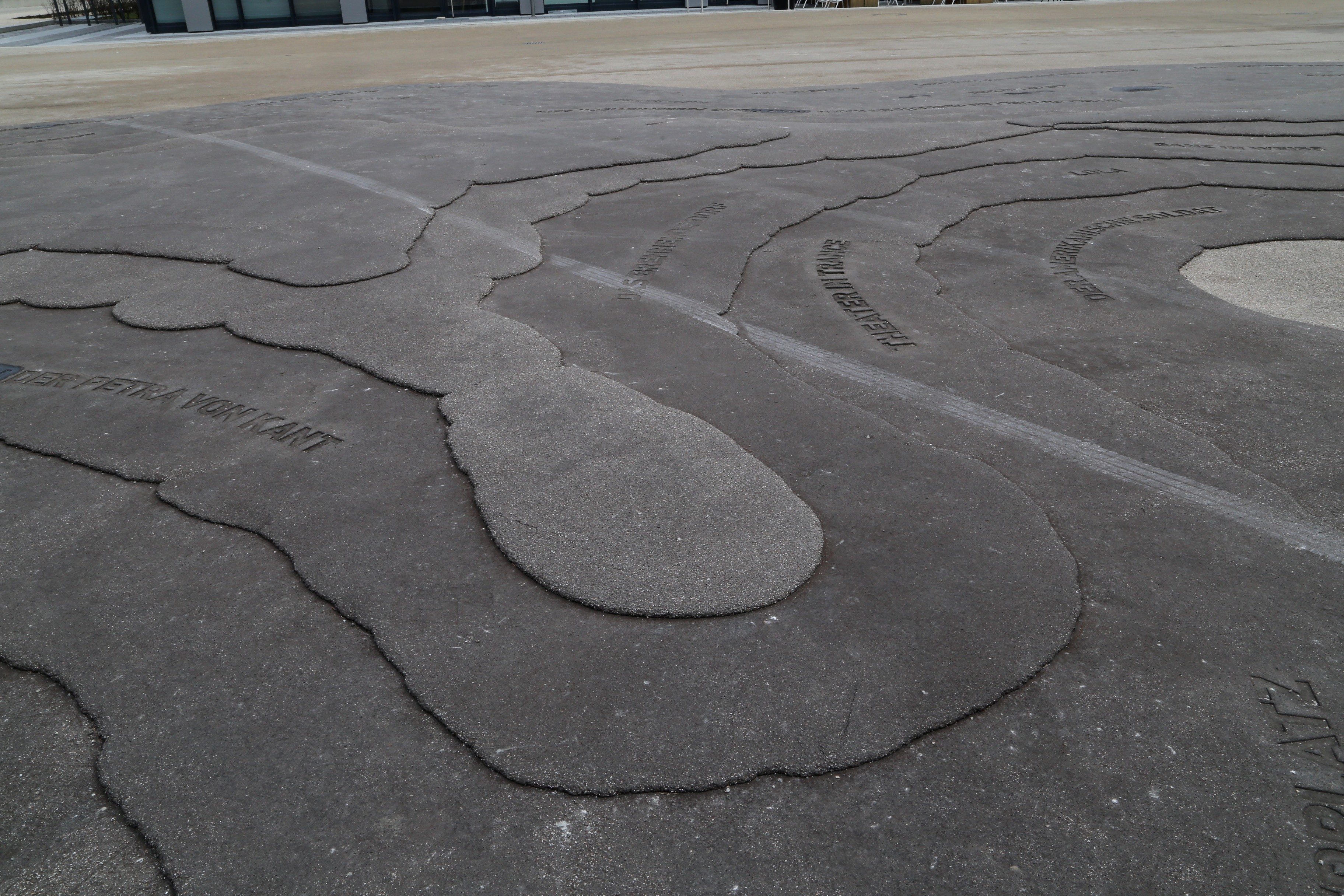
Asphaltsee, Bodenrelief von Wilhelm Koch mit Filmtiteln im Arnulfpark, München-Neuhausen (2007)

Die 1989 gegründete Leipziger Dark Wave Gruppe Love Is Colder Than Death leitete ihren Bandnamen vom deutschen Titel des gleichnamigen Films ab.
Der US-amerikanische Musikproduzent und Gitarrist Omar Rodriguez Lopez widmete Fassbinder 2009 ein Album. Nicht nur der Titel des Albums Despair, sondern auch sämtliche Lieder sind nach Filmen von Fassbinder benannt: „Liebe ist kälter als der Tod“, „Angst essen Seele auf“ oder „Warnung vor einer heiligen Nutte“. Es handelt sich zumeist um reine Instrumentalstücke ohne explizite Bezugnahme.
2015 widmete das Berliner Theatertreffen unter dem Titel Focus Fassbinder mehrere Inszenierungen der Erinnerung an den Filmemacher. Auf dem Programm standen ebenfalls ein Symposium Das Private ist politisch! – Rainer Werner Fassbinder im Theater heute sowie ein Lieder- und Erinnerungsabend mit Hanna Schygulla.
2009 und erneut 2015 fanden in München Fassbindertage mit Veranstaltungen unter anderem im Filmmuseum, im Residenztheater, den Kammerspielen und dem Teamtheater statt.
Das Gesamtwerk des Regisseurs wurde, soweit rechtlich möglich und mit Ausnahme von Berlin Alexanderplatz, vom 31. August bis 15. Oktober 2018 im Österreichischen Filmmuseum gezeigt.
Im Frühjahr 2019 wurde in Frankfurt am Main unter dem Dach des Deutschen Filminstituts und Filmmuseums das Fassbinder Center eröffnet. Seine Erbin Juliane Lorenz überließ dem Center, das zu einer Forschungs- und Begegnungsstätte zum deutschen Nachkriegsfilm ausgebaut werden soll, nahezu den gesamten, bisher von ihr in Berlin verwalteten Nachlass der Rainer Werner Fassbinder Foundation (RWFF).
In München-Giesing gibt es die Städtische Rainer-Werner-Fassbinder-Fachoberschule München.
Der Kinofilm Enfant Terrible, eine episodische Filmbiografie von Oskar Roehler über Rainer Werner Fassbinder, startete am 1. Oktober 2020 in den deutschen Kinos; Fassbinder wird von Oliver Masucci dargestellt.

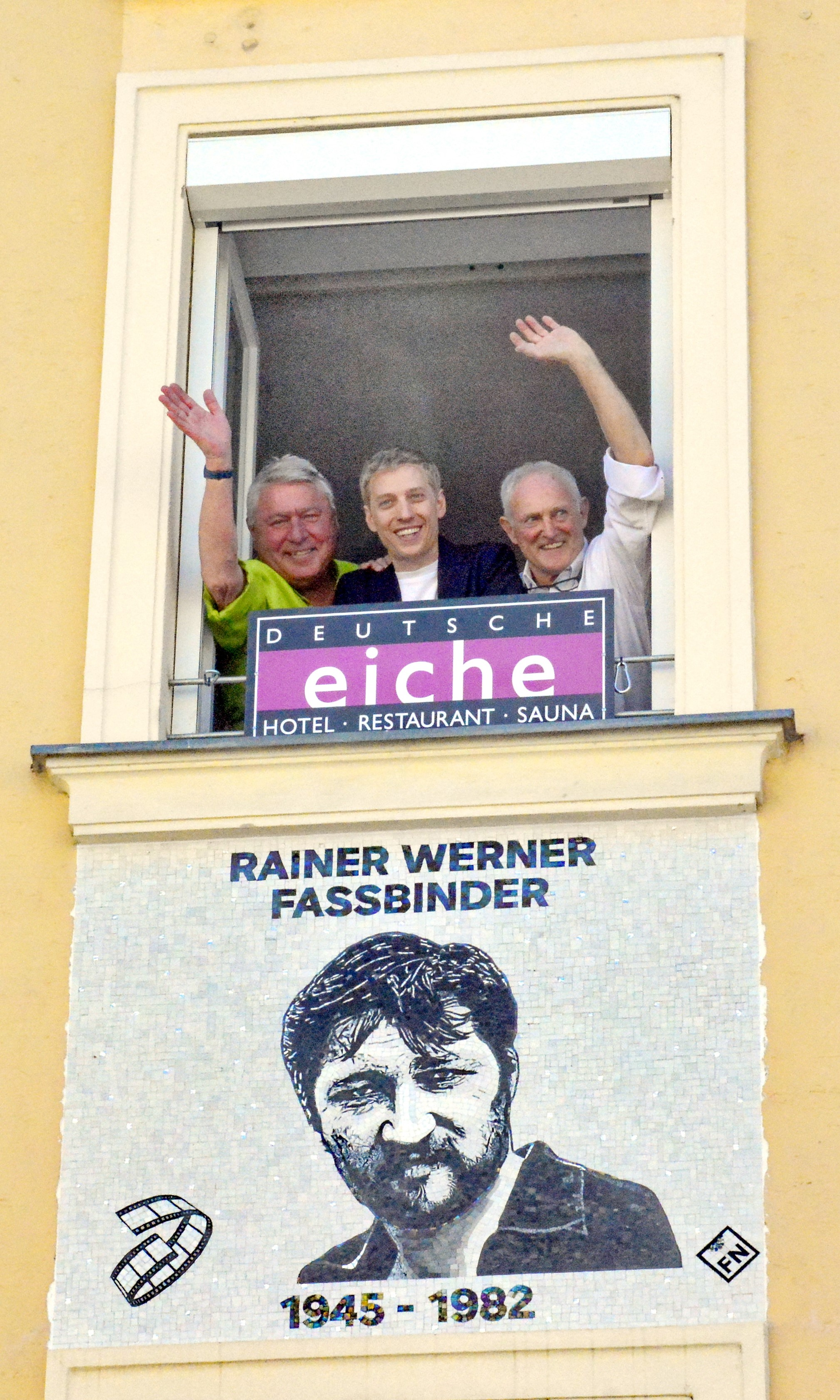
Mosaik zu Ehren von Rainer Werner Fassbinder (2025)

Anlässlich des 80. Geburtstags von Fassbinder wurde ihm zu Ehren im Mai 2025 ein Porträt an der Fassade des Hotel Deutsche Eiche in München enthüllt, das er sein Wohnzimmer nannte.

## Werke

### Bühnenstücke
- 1965: Nur eine Scheibe Brot (Uraufführung 1995, Volkstheater Wien bei den Bregenzer Festspielen)
- 1966: Tropfen auf heiße Steine (Uraufführung 1985, Theaterfestival München; verfilmt 2000 als Gouttes d'eau sur pierres brûlantes von François Ozon)
- 1968: Katzelmacher, erhielt den Gerhart-Hauptmann-Preis (Action-Theater in München, verfilmt 1969 von Fassbinder)
- 1968: Iphigenie auf Tauris von Johann Wolfgang Goethe (antiteater in München)
- 1968: Ajax, nach Sophokles (antiteater in München)
- 1968: Der amerikanische Soldat (antiteater in München, verfilmt 1970 von Fassbinder)
- 1968: Die Bettleroper nach John Gay (antiteater in München)
- 1969: Preparadise sorry now nach dem historischen Fall der Moormorde (antiteater in München)
- 1969: Anarchie in Bayern (antiteater in München)
- 1969: Gewidmet Rosa von Praunheim (antiteater in München)
- 1969: Das Kaffeehaus nach Carlo Goldoni (Schauspielhaus Bremen, verfilmt 1970 von Fassbinder)
- 1969: Werwolf, zusammen mit Harry Baer (antiteater in Berlin)
- 1970: Das brennende Dorf, nach Lope de Vega (Schauspielhaus Bremen)
- 1971: Blut am Hals der Katze, (antiteater in Nürnberg)
- 1971: Die bitteren Tränen der Petra von Kant (Experimenta in Frankfurt am Main, verfilmt 1972 von Fassbinder)
- 1971: Bremer Freiheit, nach dem historischen Fall der Gesche Gottfried (Schauspielhaus Bremen, verfilmt 1972 von Fassbinder)
- 1973: Bibi, nach dem Theaterstück Bibi – Seine Jugend in drei Akten von Heinrich Mann, (Theater Bochum)
- 1975: Der Müll, die Stadt und der Tod, (Deutsche Erstaufführung 2009 im Theater an der Ruhr in Mülheim; verfilmt bereits 1976 unter dem Titel Schatten der Engel von Daniel Schmid)

### Hörspiele
- 1970: Jagdszenen aus Niederbayern (Prod.: BR)
- 1970: Preparadise sorry now (Produktion: SDR)
- 1970: Ganz in Weiß (Prod.: BR/HR/SDR)
- 1971: Iphigenie auf Tauris von Johann Wolfgang Goethe (Prod.: WDR)
- 1972: Keiner ist böse und keiner ist gut (Prod.: BR)

### Filme (Drehbuch und Regie)
- 1966: This Night (Kurzfilm, verschollen)
- 1966: Der Stadtstreicher (Kurzfilm)
- 1967: Das kleine Chaos (Kurzfilm)
- 1969: Liebe ist kälter als der Tod
- 1969: Katzelmacher
- 1970: Götter der Pest
- 1970: Warum läuft Herr R. Amok?
- 1970: Rio das Mortes
- 1970: Das Kaffeehaus
- 1970: Whity
- 1970: Niklashauser Fart
- 1970: Der amerikanische Soldat
- 1970: Pioniere in Ingolstadt
- 1971: Warnung vor einer heiligen Nutte
- 1972: Händler der vier Jahreszeiten
- 1972: Die bitteren Tränen der Petra von Kant
- 1972: Wildwechsel
- 1972–1973: Acht Stunden sind kein Tag (Miniserie, 5 Folgen)
- 1972: Bremer Freiheit
- 1973: Welt am Draht (zweiteiliger Fernsehfilm)
- 1973: Nora Helmer
- 1974: Angst essen Seele auf
- 1974: Martha
- 1974: Fontane Effi Briest
- 1974: Wie ein Vogel auf dem Draht
- 1975: Faustrecht der Freiheit
- 1975: Mutter Küsters’ Fahrt zum Himmel
- 1975: Angst vor der Angst (Fernsehfilm)
- 1975: Ich will doch nur, daß ihr mich liebt
- 1976: Satansbraten
- 1976: Chinesisches Roulette
- 1976: Bolwieser (zweiteiliger Fernsehfilm)
- 1977: Frauen in New York
- 1978: Despair – Eine Reise ins Licht
- 1978: Deutschland im Herbst (Episodenfilm)
- 1978: Die Ehe der Maria Braun
- 1978: In einem Jahr mit 13 Monden
- 1979: Die dritte Generation
- 1980: Berlin Alexanderplatz (Miniserie, 14 Folgen)
- 1980: Lili Marleen
- 1981: Lola
- 1981: Theater in Trance
- 1982: Die Sehnsucht der Veronika Voss
- 1982: Querelle

### Filme (als Schauspieler)
- 1967: Tonys Freunde
- 1968: Der Bräutigam, die Komödiantin und der Zuhälter
- 1969: Alarm
- 1969: Al Capone im deutschen Wald
- 1969: Liebe ist kälter als der Tod
- 1969: Katzelmacher
- 1970: Baal
- 1970: Whity
- 1970: Niklashauser Fart
- 1970: Frei bis zum nächsten Mal
- 1970: Mathias Kneißl
- 1971: Der plötzliche Reichtum der armen Leute von Kombach
- 1971: Haytabo
- 1971: Supergirl – Das Mädchen von den Sternen
- 1972: Händler der vier Jahreszeiten
- 1973: Angst essen Seele auf
- 1973: Die Zärtlichkeit der Wölfe
- 1974: Faustrecht der Freiheit
- 1976: Schatten der Engel
- 1978: Die Ehe der Maria Braun
- 1982: Kamikaze 1989

## Auszeichnungen

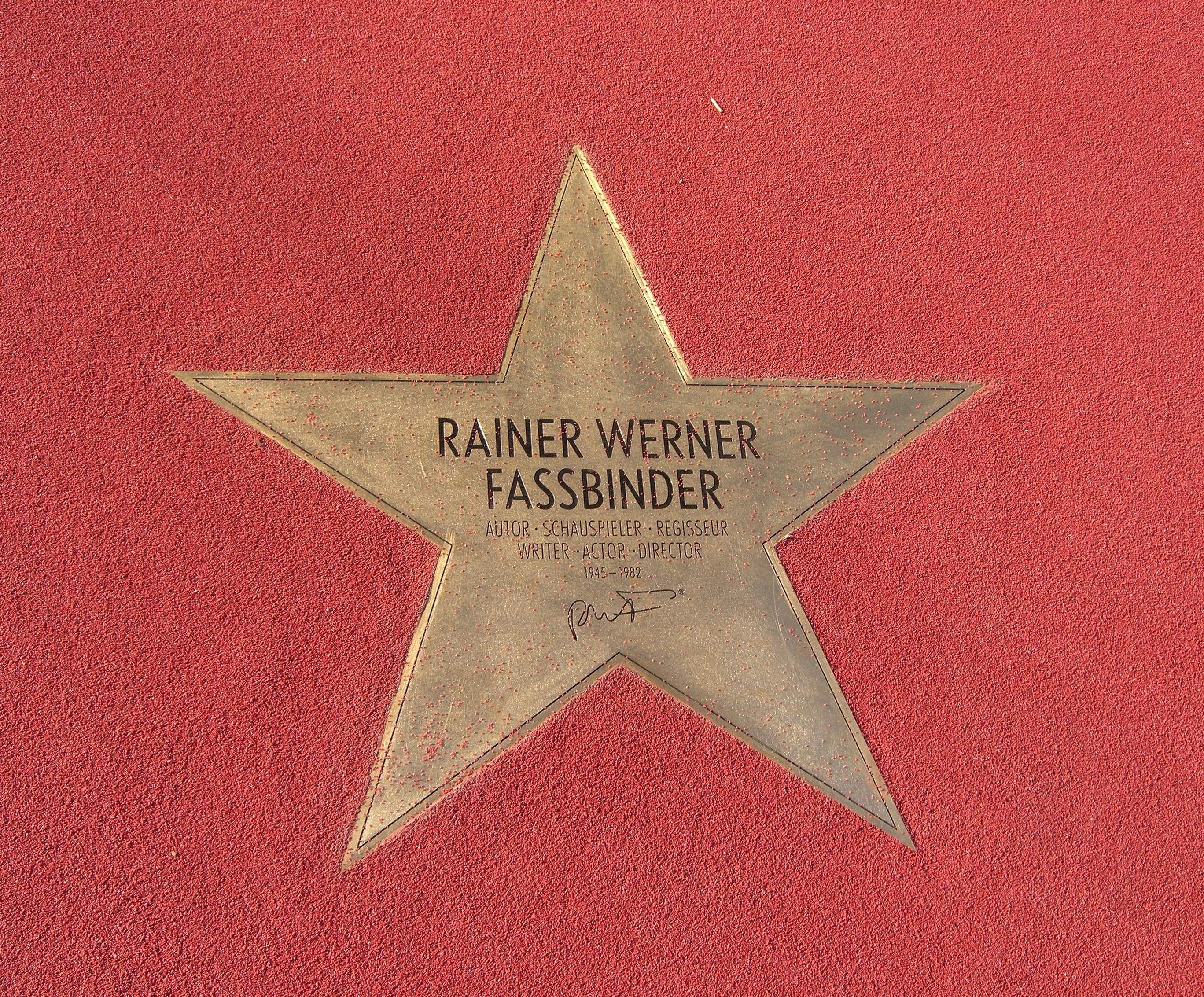
Stern von Rainer Werner Fassbinder auf dem Boulevard der Stars in Berlin

- 1969: Gerhart-Hauptmann-Preis (Förderpreis für das Theaterstück Katzelmacher)
- 1969: Filmfestival Mannheim-Heidelberg: Evangelischer Filmpreis für Katzelmacher
- 1969: Preis der deutschen Filmkritik für Katzelmacher
- 1969: Fernsehfilmpreis der Deutschen Akademie der Darstellenden Künste für Buch und Regie von Katzelmacher
- 1969: FIPRESCI-Preis der internationalen Filmpresse für Katzelmacher
- 1970: Filmband in Gold (Produktion, Regie, Buch) für Katzelmacher
- 1970: Filmband in Gold (Darstellung) für Liebe ist kälter als der Tod
- 1971: Filmband in Gold (Regie) für Warum läuft Herr R. Amok?
- 1972: Filmband in Gold (Gestaltung) für Der Händler der vier Jahreszeiten
- 1974: Adolf-Grimme-Preis (Ehrende Anerkennung) für Welt am Draht
- 1974: Internationale Filmfestspiele von Cannes 1974: FIPRESCI-Preis der internationalen Filmpresse für Angst essen Seele auf
- 1974: Silberner Hugo Award für Angst essen Seele auf
- 1974: Otto-Dibelius-Preis für Fontane Effi Briest
- 1978: Filmband in Gold (Regie) für Despair – Eine Reise ins Licht
- 1978: Filmband in Gold (Filmkonzeption) für Deutschland im Herbst
- 1979: Silberner Bär auf der Berlinale 1979 für Die Ehe der Maria Braun
- 1979: Filmband in Gold (Regie) für Die Ehe der Maria Braun
- 1979: Filmband in Silber (Produktion) für Die Ehe der Maria Braun
- 1979: Bronzener Hugo Award für In einem Jahr mit 13 Monden
- 1979: Luchino-Visconti-Preis
- 1982: Goldener Bär auf der Berlinale 1982 für Die Sehnsucht der Veronika Voss
- 1982: Filmband in Silber (Produktion) für Lola
- 2010: Stern auf dem Boulevard der Stars in Berlin
- nach ihm ist der Rainer-Werner-Fassbinder-Platz in München benannt.

## Dokumentarfilme
Zur Person R. W. Fassbinders und zu seinen Filmen wurden zahlreiche Dokumentarfilme und Beiträge produziert. Fassbinder selbst war bis zu seinem Tod in fast allen Dokumentarfilmen als Gast dabei. Auch gab er Interviews und war auch in Fernsehsendungen zu sehen. Auch nach seinem Tod wurden Dokumentationen über seine Person gedreht.
- 1969: Spektrum (WDR; Ansagerin: Helma Sander-Brahms; Regie: Ferdi Roth; Moderation: Joachim H. Knoll; Bericht über Preparadise sorry now)
- 1969/70: Ende einer Kommune (SDR; Regie: Joachim von Mengershausen; Dokumentarfilm über das Münchner antiteater)
- 1970/71: Fassbinder produziert: Film Nr. 8 (WDR; Regie: Michael Ballhaus und Dieter Buchmann; Dokumentarfilm über die Dreharbeiten zu Der amerikanische Soldat)
- 1972: Rainer Werner Fassbinder (Regie: Christian Braad Thomsen; dänische Fernsehdokumentation; Interviews mit R. W. Fassbinder)
- 1973: Glashaus – TV intern (WDR, Talkshow; Redaktion: Martin Wiebel und Ludwig Metzger; Diskussion zu Acht Stunden sind kein Tag)
- 1974: Dalli Dalli (ZDF, TV-Spielshow; Moderation Hans Rosenthal; R. W. Fassbinder als Ratekandidat in der Sendung; Sendedatum: April 1974)
- 1974: Kino Live – Cannes 1974 (HR 3; Jürgen Kritz interviewt R. W. Fassbinder zu Angst essen Seele auf; enthalten in der Dokumentation über den Filmverlag der Autoren von 2008: Gegenschuss – Aufbruch der Filmemacher)
- 1974/75: Rückblick auf ein Jahr – Psychogramm der Ereignisse (BR, Fernsehsendung; TV-Talkshow; Moderation: Prof. Hans Killian; Gespräche u. a. mit R. W. Fassbinder, Gerd Bucerius und Uli Hoeneß; Sendedatum: 9. Januar 1975)
- 1975: Auf dem Trümmerfeld der Träume (ORF, Fernsehsendung; Regie: Wolfgang Limmer; Filmanalyse über die Melodramen von Douglas Sirk; Gesprächspartner R. W. Fassbinder, Claude Chabrol und Johnny Hallyday; Sendedatum: 22. April 1975; Länge: ca. 45 min)
- 1976: Je später der Abend (WDR, TV-Talkshow; Gastgeber: Reinhard Münchenhagen)
- 1976: Zeitgenossen: Rainer Werner Fassbinder (HR 3, Fernsehdokumentation; Regie: Gert Ellinghaus; R. W. Fassbinder u. a. über die Dreharbeiten zu Satansbraten; Länge: ca. 45 min)
- 1976: Kinowerkstatt (Wilhelmsbad – Filme, Festivals und Filmemacher; u. a. über Schatten der Engel; Diskussion mit R. W. Fassbinder, Daniel Schmid, Ingrid Caven; Leitung der Gesprächsrunde: Michael Strauven und Jürgen Kritz; Alexander Kluge zu Gast mit dem Film Der starke Ferdinand)
- 1977: Rainer Werner Fassbinder (Regie: Florian Hopf und Maximiliane Mainka; Interview mit Fassbinder entstand während der Dreharbeiten zu Despair – Eine Reise ins Licht; aufgenommen auf dem Gelände der Bavaria-Studios in München; Uraufführung des Dokumentarfilms erst 20 Jahre später am 23. Januar 1997 bei der Eröffnung der Fassbinder-Retrospektive im Museum of Modern Art, New York)
- 1977/78: Lebensläufe: Rainer Werner Fassbinder im Gespräch (SWF, Fernsehdokumentation von Peter W. Jansen; Interview mit Fassbinder in Paris kurz vor dem Beginn der Dreharbeiten zu Die Ehe der Maria Braun; Erstausstrahlung am 18. März 1978 in Südwest 3)
- 1978: Filmarbeit mit Douglas Sirk (Dokumentarfilm; Regie: R: Gustavo Gräf Marino; über die Dreharbeiten zu Bourbon Street Blues)
- 1980: Berlin Alexanderplatz – Beobachtungen bei den Dreharbeiten (BR, Fernsehdokumentation; Regie: Hans-Dieter Hartl; Länge: ca. 45 min)
- 1980: Douglas Sirk: Über Stars (Fernsehdokumentation; Regie: Eckhart Schmidt; u. a. mit Douglas Sirk, R. W. Fassbinder, Rock Hudson, Klaus Lemke, Dorothy Malone, Robert Stack und Albert Zugsmith)
- 1980: Berufung fürs Kino – Kostüme Barbara Baum (SFB)
- 1980: Auftritt R. W. Fassbinders in der NDR-Talkshow (Moderation: Dagobert Lindlau, Wolf Schneider und Michael Lentz; RWF zu Gast im Interview; weitere Gäste: Curd Jürgens, Edmund Meclewski, Peter Würtz, Ansgar Bethge, Hellmut Diwald, Michael Reincke, Volker Pudel, Martina Bick, Willem, Joe Bodemann, Armin Halle; Sendedatum: 12. Dezember 1980)
- 1980: Stars in der Manege (ARD, TV-Zirkusshow, Auftritt: Fassbinder als Dompteur/Hypnotiseur mit Hanna Schygulla als schwebender Frau; Sendedatum: im Dezember 1980)
- 1980/81: Dreharbeiten zu Lili Marleen [August/September 1980 / Januar 1981] (BR, Fernsehsendung Kino Kino mit Dreharbeitsbericht; Interview zur Premiere von Lili Marleen am 15. Januar 1981 von Vivian Naefe)
- 1981: Cinemania: R.W. Fassbinder (Antenne 2/France, Fernsehdokumentation; Regie: Georges Bensoussan; Interviews mit R. W. Fassbinder, Harry Baer und Hanna Schygulla)
- 1982: Reverse Angle – Chambre 666 (n’importe quand) – Dokumentation von den Filmfestspielen in Cannes im Mai 1982 (Regie: Wim Wenders; R. W. Fassbinder spricht neben vielen anderen über Film)
- 1982: Aspekte – Sendung zum Tod von R. W. Fassbinder (ZDF, 11. Juni 1982; Moderation: Hannes Keil; Ausschnitte Aspekte-Sendungen von 1969 bis 1982; Nachruf von Peter W. Jansen; antiteater 1968 „Gegen was wir sind“, Probe Anarchie in Bayern; RWF-Interview mit Wolf Donner am TAT Frankfurt ca. 1975; Interview mit Peter W. Jansen auf der Berlinale 1978; TAT-Probe „Onkel Wanja“ mit Brigitte Mira und Gottfried John; kurzes Statement R. W. Fassbinders über den Streik; Peter W. Jansen über Die dritte Generation)
- 1982: Gespräche über Rainer Werner Fassbinder (WDR, TV-Live-Gedenksendung zum Tode; ausgestrahlt am 15. Juni 1982; Moderation: Hans-Christoph Blumenberg; Gäste: Peer Raben, Irm Hermann, Dieter Schidor, Kurt Raab, Harry Baer; Länge: ca. 90 min)
- 1982: Zum Tod von RWF (HR 3, Fernsehsendung; Moderation: Jürgen Kritz; Gäste: Werner Schroeter und Wolf Gremm, u. a. erneutes Sendedatum: 24. Juni 1991; Länge: ca. 40 min)
- 1982: Portrait Rainer Werner Fassbinder – „Etwas wovor ich Angst habe, setzt mich in Gang“ (SFB; Regie: Michael Strauven; Erstsendung am 27. Juni 1982; Länge: ca. 45 min)
- 1982: Rainer Werner Fassbinder – Letzte Arbeiten 1981–1982 (ZDF, Dokumentarfilm; Regie: Wolf Gremm; Produktion: Regina Ziegler; über die Dreharbeiten zu Kamikaze 1989 und Querelle; Mitwirkende: u. a. R. W. Fassbinder, Wolf Gremm, Günther Kaufmann, Harry Baer, Johannes Grützke, Karin Viesel, Xaver Schwarzenberger, Josef Vavra, Franco Nero, Frank Ripploh, Robert van Ackeren; Länge: ca. 60 min.)
- 1982: Der Bauer von Babylon. Rainer Werner Fassbinder dreht „Querelle“ (Dokumentarfilm; Regie: Dieter Schidor; Making-Of zu Querelle; enthält das letzte mit R. W. Fassbinder geführte Interview am 9. Juni 1982; Länge: ca. 80 min)
- 1982: Apropos Film – 2. Filmfestspiele Venedig (ZDF/ORF, Fernsehsendung von Helmuth Dimko und Peter Hajek mit Ausschnitten aus der Pressekonferenz zu Querelle mit Jeanne Moreau, Hanno Pöschl, Xaver Schwarzenberger, Dieter Schidor; Jeanne Moreau und Brad Davis im Interview; Filmausschnitte aus Querelle)
- 1983: Die Bilder wahr machen – Peer Raben – Musik zu Filmen (SR, Fernsehdokumentation zur Filmmusik von Peer Raben; Regie: Hans Emmerling; Ausschnitte u. a. aus Bolwieser und Berlin Alexanderplatz)
- 1984/85: Der Mensch ist ein hässliches Tier (ARD, Fernsehdokumentation mit Archivmaterial von und mit Rainer Werner Fassbinder; Regie: Rosemarie Stenzel-Quast; Länge: ca. 45 min)
- 1985: Münchner Filmfest 1985 – Der alte und der neue „Junge Deutsche Film“ (BR, von Eberhard Hauff; Gründung des Filmverlags der Autoren; Interviewpassage mit Rainer Werner Fassbinder ca. 1975/76; Interview mit Peter Lilienthal, Interview mit Hark Bohm)
- 1985: ttt Titel Thesen Temperamente 31. Oktober 1985 (HR, Bericht und Interview von Dietmar N. Schmidt zu Gerhard Zwerenz; Bericht über Der Müll, die Stadt und der Tod von Rainer Werner Fassbinder; Interview mit Michel Friedman; Statement R. W. Fassbinders zum Stück von 1976; Ausschnitt der Diskussionsrunde mit Moderator Jürgen Kritz und R. W. Fassbinder; Interview mit Günther Rühle)
- 1985: ARD Brennpunkt – Nicht nur Theater – Ein deutsches Trauerspiel (TV-Sondersendung zur geplanten Aufführung von Der Müll, die Stadt und der Tod im Frankfurter Schauspiel am 31. Oktober 1985; Moderation: Manfred Buchwald; Gäste: Micha Brumlik, Hermann Alter, Daniel Cohn-Bendit, Christian Raabe, Ernst-August-Schepmann, Peter Iden, Iring Fetscher, Michel Friedman, Dov Ben-Meir)
- 1985: Club 2 – Diskussionssendung (ZDF/ORF, TV-Runde zu der geplanten Aufführung von Der Müll, die Stadt und der Tod am 31. Oktober 1985 im Frankfurter Schauspiel; Moderation: Hubert Feichtlbauer; Gäste: Heiko Holefleisch, Daniel Cohn-Bendit, Ignatz Bubis, Alphons Sylbermann, Robert Schindel, Viktor Reimann, Gundl Herrnstadt-Steinmetz)
- 1992: Nachtclub – Genie oder Provokateur (BR, Fernsehsendung zum 10. Todestag von R. W. Fassbinder; Gastgeber: Hellmuth Karasek; Gäste: Helmut Dietl, Peer Raben, Laurens Straub, Rosel Zech, Lilith Ungerer; Sendedatum: 5. Juni 1992)
- 1992: Ich will nicht nur, dass ihr mich liebt (ZDF/Pro-ject/Filmverlag der Autoren; Regie: Hans Günther Pflaum; Länge: ca. 110 min)
- 1992: Nachtausgabe – Rollenspiele: Frauen über Rainer Werner Fassbinder (SWF/3sat, Regie: Thomas Honickel; Mitwirkung: Margit Carstensen, Irm Hermann, Hanna Schygulla und Rosel Zech)
- 1992: Alex – Fernsehsendung (SFB, zum 29. Theatertreffen im Spiegelzelt an der Freien Volksbühne Berlin; Moderation: Wilfried Rott; Interview zu R. W. Fassbinder mit Liselotte Eder und Juliane Lorenz; Sendedatum: 18. Mai 1992)
- 1993: Roerend Goed – Rainer Werner Fassbinder (Nederland 2, TV-Sendung des Niederländischen Fernsehens zu R. W. Fassbinder; Interviews mit Hanna Schygulla, Xaver Schwarzenberger und Günter Lamprecht; Sendedatum: 16. November 1993)
- 1994: Boulevard Bio (ARD, Talkshow u.va. zu R. W. Fassbinder; Moderation: Alfred Biolek; Gäste: Udo Kier, Michael Ballhaus und Horst Buchholz; Sendedatum: 25. Januar 1994)
- 1995: Es ist nicht gut in einem Menschenleib zu leben – Das filmische Weltgericht des Rainer Werner Fassbinder (BR, Fernsehdokumentarfilm; Regie: Peter Buchka)
- 1997: Ticket (SFB, TV-Magazin mit einem Beitrag zur USA-Retrospektive zu R. W. Fassbinder im Museum of Modern Art in New York; Moderation: Wilfried Rott; Interviews mit Hanna Schygulla, Rosel Zech und Juliane Lorenz; Sendedatum: 30. Januar 1997)
- 1997: The Many Women of Fassbinder (RAI; Regie: Alessandro Colizzi und Silvia Cossu; u. a. Interviews mit Bernardo Bertolucci, Peter Berling, Hanna Schygulla, Liliana Cavani, Dacia Maraini und Giovanni Spagnoletti)
- 1997: R. W. Fassbinder Panel Discussion (HFA – Harvard Film Archive; Moderation: John Gianvito; Gäste: Ingrid Scheib-Rotbarth, Eric Rentschler, Jane Shattuc, Gerd Gemünden, Barbara Sukowa, Wallace Steadman Watson)
- 1997: Life, Love & Celluloid – A Journey and a Film Retrospective (Regie: Juliane Lorenz; Mitwirkung: Günter Lamprecht, Rosel Zech, Hanna Schygulla, Gottfried John, Maria Pelikan, Armin Armani, Ingrid-Scheib-Rothbart, Graham Leggat, Geoffrey Gilmore, Terry Elsworth, Bob Rosen, Laurence Kardish, Christa Armstrong und Mary Lea Bandy)
- 1998: Kulturreport (ARD/ORB, TV-Magazin mit einem Beitrag von Gabriele Denecke zu den Proben von Der Müll, die Stadt und der Tod in Tel Aviv/Israel unter der Regie von Joram Löwenstein; Sendedatum: 18. April 1999)
- 2000: Für mich gab's nur noch Fassbinder – Die glücklichen Opfer des Rainer Werner Fassbinder (ZDF/arte, Fernsehdokumentarfilm; Regie: Rosa von Praunheim; Mitwirkung Harry Baer, Michael Ballhaus, Peter Berling, Francine Brücher, Sybille Danzer, Wolf Gremm, Irm Hermann, Juliane Lorenz, Doris Mattes, Eva Mattes, Brigitte Mira, Jeanne Moreau, Sonja Neudorfer, Peer Raben, Hanna Schygulla, Barbara Valentin und Ursula Strätz; Sendedatum: 10. November 2000)
- 2001: Fassbinders gesammelte Hinterlassenschaften, Regie: Alexander Kluge, News & Stories, 45 min, online auf der Website von Kluges dctp.tv (Sendedatum: 16. September 2001)
- 2002: Boulevard Bio (ARD, Folge 443; Talkshow u. a. zum 20. Todestag von Rainer Werner Fassbinder; Moderation: Alfred Biolek; zu Gast u. a. Juliane Lorenz; Sendedatum: 28. Mai 2002)
- 2002: aspekte (ZDF, TV-Magazin mit einem Beitrag zum 20. Todestag von Rainer Werner Fassbinder; u. a. Interview mit Juliane Lorenz; Sendedatum: 7. Juni 2002)
- 2002: Ticket (SFB, TV-Magazin mit einem Beitrag zum 20. Todestag von Rainer Werner Fassbinder; Moderation: Christine Thalmann; u. a. Interview mit Juliane Lorenz; Sendedatum: 13. Juni 2002)
- 2002: Rainer Werner Fassbinder – Der Theatermensch (ZDF, Fernsehdokumentarfilm; Regie: Bruno Schneider; u. a. Interviews mit Ingrid Caven, Rudolf Waldemar Brem und Ursula Strätz)
- 2002: Fassbinder in Hollywood (BR, Fernsehdokumentarfilm; Regie: Robert Fischer und Ulli Lommel; Interviews u. a. mit Michael Ballhaus, Wim Wenders, Ulli Lommel, Dietrich Lohmann, Robert Fischer, Ian Birnie, Frédérique Michel, Hanna Schygulla; Sendedatum: 29. Juni 2002)
- 2005: Der Rastlose: Rainer Werner Fassbinder (SWR, Fernsehdokumentarfilm; Regie: Dagmar Wittmers, mit Hanna Schygulla, Irm Hermann, Harry Baer, Juliane Lorenz u. a. Erstsendung: 10. Februar 2005)
- 2005: Mit meinen Filmen bau ich ein Haus (arte/SR, Fernsehdokumentarfilm; Regie: Dagmar Wittmers, mit Hanna Schygulla, Daniel Schmid, Peer Raben, Irm Hermann, Ingrid Caven, Juliane Lorenz, Harry Baer; Erstsendung: 27. Mai 2005)
- 2007: Fassbinders Berlin Alexanderplatz – Ein Megafilm und seine Geschichte (Dokumentarfilm; Produktion/Regie: Juliane Lorenz; u. a. Interviews mit Günter Lamprecht, Hanna Schygulla, Gottfried John, Barbara Sukowa, Wolfram Schütte, Harry Baer, Dieter Minx, Barbara Baum, Günter Rohrbach, Laurence Kardish; Länge: ca. 65 min)
- 2007: Fassbinders Berlin Alexanderplatz – Beobachtungen bei der Restauration (Dokumentarfilm; Produktion/Regie: Juliane Lorenz; u. a. Interviews mit Xaver Schwarzenberger, Günter Blasenbreu, Babette Fürbringer, Manni Gläser, Sebastian Kiesmüller, Alexander Klippe, Dieter Minx, Rudi Neuber, Hubertus Rath, Josef (Sepp) Reidinger, Günter Rohrbach, Bianca Stumpf, Michael Weizel und Bettina Winter; Länge: ca. 35 min)
- 2007: Gegenschuss – Aufbruch der Filmemacher (Dokumentarfilm über den Filmverlag der Autoren; Interview von Jürgen Kritz mit R. W. Fassbinder zu Angst essen Seele auf auf den Filmfestspielen von Cannes 1974)
- 2008: Auge in Auge – eine deutsche Filmgeschichte (Dokumentarfilm; Regie: Michael Althen und Hans Helmut Prinzler; u. a. Interview mit Michael Ballhaus zu Die Ehe der Maria Braun; Hinweise und Filmzitate zu sieben weiteren Filmen von R. W. Fassbinder)
- 2009: Fassbinders Welt am Draht – Blick voraus ins Heute (Dokumentarfilm; Produktion/Regie: Juliane Lorenz; u. a. Interviews mit Michael Ballhaus, Fritz Müller-Scherz, Karl Heinz Vosgerau, Günter Rohrbach, Moritz Eggert, Roland Blach und Traudl Nicholson; Filmausschnitte aus Welt am Draht; Länge: ca. 45 min)
- 2010: Von der Liebe und den Zwängen (Dokumentarfilm zu Ich will doch nur, dass ihr mich liebt; Produktion/Regie: Robert Fischer; u. a. Interviews mit R. W. Fassbinder, Elke Aberle, Katharina Buchhammer, Erni Mangold, Vitus Zeplichal, Michael Ballhaus, Susi Dölfes, Günter Rohrbach, Karsten Ullrich, Hans Günther Pflaum und Christian Braad Thomsen; Länge: ca. 60 min; Erstaufführung: 3. Juli 2010 auf dem Filmfest München)
- 2011: Das Kino und sein Double: Erinnerungen an Rainer Werner Fassbinders ‘Despair’ (Dokumentarfilm; Produktion/Regie: Robert Fischer; u. a. Interviews mit R. W. Fassbinder, Andréa Ferréol, Michael Ballhaus, Tom Stoppard, Juliane Lorenz, Dieter Minx, Alexander Allerson, Harry Baer, Isolde Barth, John Coldstream und Brock Van Den Bogaerde; Länge: ca. 70 min)
- 2012: Capriccio (BR, TV-Kulturmagazin mit einem Beitrag zum 30. Todestag von Rainer Werner Fassbinder; Berichte zu den Theaterstücken Die bitteren Tränen der Petra von Kant am Residenztheater München und Satansbraten an den Kammerspielen München mit Filmausschnitten aus den gleichnamigen Filmvorlagen; u. a. Interviews mit Hanna Schygulla, Martin Kušej und Brigitte Hobmeier; Sendedatum: 22. März 2012)
- 2012: ttt – titel, thesen, temperamente (WDR/ARD, TV-Kulturmagazin mit einem Beitrag zum 30. Todestag von Rainer Werner Fassbinder unter dem Titel Seismograph deutscher Befindlichkeiten; u. a. Interviews mit Hanna Schygulla und Harry Baer; Sendedatum: 6. Mai 2012)
- 2012: Es war einmal ... Die Ehe der Maria Braun (arte, Dokumentarfilm zu Die Ehe der Maria Braun, D/F; Regie: François Lévy Kuentz; u. a. Interviews mit Hanna Schygulla, Elisabeth Trissenaar, Günter Lamprecht, Michael Ballhaus, Juliane Lorenz, Barbara Baum, Yann Lardeau und Daniel Cohn-Bendit; Länge: ca. 52 min; Sendedatum: 18. Juni 2012)
- 2015: Fassbinder. Dokumentarfilm, Deutschland, 2015, Kino: 92 Min., Fernsehen: 88 Min., Buch: Annekatrin Hendel, nach einer Idee von Juliane Lorenz, Regie: Annekatrin Hendel, Produktion: It Works! Medien, SWR, BR, WDR, RBB, arte, Rainer Werner Fassbinder Foundation, Kinostart: 30. April 2015, Erstsendung: 27. Mai 2015 bei arte[28]
- 2020: Fassbinder, lieben ohne zu fordern – Persönliches Interview von Christian Braad Thomsen bei den Filmfestspielen Cannes 1978, produziert von Filmgalerie 451, 107 min.

## Ausstellungen
- 1977: 150 Jahre Fotografie documenta 6, Kassel[29]
- 2012: Rainer Werner Fassbinder. Theater, Deutsches Theatermuseum München
- 30. Oktober 2013 – 1. Juni 2014: Fassbinder – JETZT, Deutsches Filmmuseum, Frankfurt am Main[30]
- 6. Mai – 23. August 2015: Fassbinder – JETZT, eine Ausstellung des Deutschen Filmmuseums im Martin-Gropius-Bau, Berlin. In Kooperation mit der Rainer Werner Fassbinder Foundation
- 2021/22: Methode Rainer Werner Fassbinder. Eine Retrospektive, Kunst- und Ausstellungshalle der Bundesrepublik Deutschland, 10. September 2021 bis 6. März 2022

## Beiträge
- Stefan Elfenbein: Einspruch einer Ungeliebten. In: Die Zeit. 21. Februar 2002, Nr. 9.
- Joachim Güntner: Alte offene Rechnungen. In: Neue Zürcher Zeitung. 6. Juni 2007.
- Peter W. Jansen: Die Parasiten des Ruhms. In: Der Tagesspiegel. 23. Januar 1997.
- Tilman Jens: Rainer ist meiner. In: Kulturzeit. 3sat, 11. Juni 2007.
- Andreas Kilb: Der Kameramann Michael Ballhaus über den Streit um Rainer Werner Fassbinders Erbe: „Das alles ist seit fünfundzwanzig Jahren bekannt.“. In: FAZ. 4. Juni 2007, Artikelanfang.
- Myriam Muhm: Perché solo ora parlano male di Rainer Werner? In: La Repubblica. 20. Oktober 1983.
- Myriam Muhm: Con lui scompare la coscienza „sporca“ della nuova Germania. In: La Repubblica. 16. Juni 1982.
- Myriam Muhm: L’angelo del male, a Brest. In: La Repubblica. 26. August 1982, (Sul film „Querelle“ di Fassbinder).
- Myriam Muhm: Credo in un solo individuo perennemente incerto e protagonista della Storia. In: La Repubblica. 13. September 1980, Interview mit Fassbinder über den Film „Berlin Alexanderplatz“.
- Rainer Werner Fassbinder Foundation (RWFF). In: Handbuch der Kulturstiftungen. 2. Auflage. Berlin 2004, ISBN 3-927645-81-8.
- Hans-Peter Reichmann: Neuer deutscher Schaffensrausch. In: Arsprototo 2/2020.[31]
- Hanns-Georg Rodek: Juliane Lorenz: „Ich sorge dafür, dass Fassbinder ewig erhalten bleibt.“. In: Die Welt. 8. Juni 2007, Interview mit Juliane Lorenz.
- Friedrich Uttitz: Fragen an R. W. F. – Zum Theaterstück „Der Müll, die Stadt und der Tod“. In: Jüdische Allgemeine Wochenzeitung. 26. März 1976 u.d.T. „Einige Fragen an RWF“, wieder in: ebenda, 12. April 2006, S. 66 (gekürzt).
- Susan Vahabzadeh: Der einzige Zeuge. In: Süddeutsche Zeitung. 14. Juni 2007, Artikelanfang, Interview mit Xaver Schwarzenberger, Kameramann bei Berlin Alexanderplatz.